# Girardia seclusa
Girardia seclusa is een platworm (Platyhelminthes). De worm is tweeslachtig. De soort leeft in of nabij zoet water.
Het geslacht Girardia, waarin de platworm wordt geplaatst, wordt tot de familie Dugesiidae gerekend. De wetenschappelijke naam van de soort werd, als Euplanaria seclusa, voor het eerst geldig gepubliceerd in 1940 door de Beauchamp.